# Мінговілл (Пенсільванія)
Мінговілл (англ. Mingoville) — переписна місцевість (CDP) в США, в окрузі Сентр штату Пенсільванія. Населення — 527 осіб (2020).

## Географія
Мінговілл розташований за координатами 40°56′13″ пн. ш. 77°39′35″ зх. д. / 40.93694° пн. ш. 77.65972° зх. д. (40.936981, -77.659650).  За даними Бюро перепису населення США в 2010 році переписна місцевість мала площу 4,74 км², уся площа — суходіл.

## Демографія
Згідно з переписом 2010 року, у переписній місцевості мешкали 503 особи в 196 домогосподарствах у складі 160 родин. Густота населення становила 106 осіб/км².  Було 220 помешкань (46/км²).
Расовий склад населення:
| - 99,6 % — білих - 0,2 % — азіатів |

До двох чи більше рас належало 0,2 %. Частка іспаномовних становила 0,6 % від усіх жителів.
За віковим діапазоном населення розподілялося таким чином: 22,1 % — особи молодші 18 років, 64,2 % — особи у віці 18—64 років, 13,7 % — особи у віці 65 років та старші. Медіана віку мешканця становила 42,8 року. На 100 осіб жіночої статі у переписній місцевості припадало 99,6 чоловіків;  на 100 жінок у віці від 18 років та старших — 96,0 чоловіків також старших 18 років.
Середній дохід на одне домашнє господарство  становив 52 513 долари США (медіана — 36 932), а середній дохід на одну сім'ю — 79 519 доларів (медіана — 91 786). За межею бідності перебувало 5,2 % осіб, у тому числі 0,0 % дітей у віці до 18 років та 0,0 % осіб у віці 65 років та старших.
Цивільне працевлаштоване населення становило 380 осіб. Основні галузі зайнятості: освіта, охорона здоров'я та соціальна допомога — 27,9 %, публічна адміністрація — 16,1 %, будівництво — 12,4 %, транспорт — 8,9 %.